# ACTR3B
ACTR3B (англ. ARP3 actin related protein 3 homolog B) – білок, який кодується однойменним геном, розташованим у людей на короткому плечі 7-ї хромосоми. Довжина поліпептидного ланцюга білка становить 418 амінокислот, а молекулярна маса — 47 608.
| 10         |  | 20         |  | 30         |  | 40         |  | 50         |
| ---------- |  | ---------- |  | ---------- |  | ---------- |  | ---------- |
| MAGSLPPCVV |  | DCGTGYTKLG |  | YAGNTEPQFI |  | IPSCIAIRES |  | AKVVDQAQRR |
| VLRGVDDLDF |  | FIGDEAIDKP |  | TYATKWPIRH |  | GIIEDWDLME |  | RFMEQVVFKY |
| LRAEPEDHYF |  | LMTEPPLNTP |  | ENREYLAEIM |  | FESFNVPGLY |  | IAVQAVLALA |
| ASWTSRQVGE |  | RTLTGIVIDS |  | GDGVTHVIPV |  | AEGYVIGSCI |  | KHIPIAGRDI |
| TYFIQQLLRE |  | REVGIPPEQS |  | LETAKAIKEK |  | YCYICPDIVK |  | EFAKYDVDPR |
| KWIKQYTGIN |  | AINQKKFVID |  | VGYERFLGPE |  | IFFHPEFANP |  | DFMESISDVV |
| DEVIQNCPID |  | VRRPLYKNVV |  | LSGGSTMFRD |  | FGRRLQRDLK |  | RVVDARLRLS |
| EELSGGRIKP |  | KPVEVQVVTH |  | HMQRYAVWFG |  | GSMLASTPEF |  | FQVCHTKKDY |
| EEYGPSICRH |  | NPVFGVMS   |  |            |  |            |  |            |

A: Аланін

C: Цистеїн

D: Аспарагінова кислота

E: Глутамінова кислота

F: Фенілаланін

G: Гліцин

H: Гістидин

I: Ізолейцин

K: Лізин

L: Лейцин

M: Метіонін

N: Аспарагін

P: Пролін

Q: Глутамін

R: Аргінін

S: Серин

T: Треонін

V: Валін

W: Триптофан

Задіяний у таких біологічних процесах, як ацетилювання, альтернативний сплайсинг. 
Білок має сайт для зв'язування з АТФ, нуклеотидами, молекулою актину. 
Локалізований у цитоплазмі, цитоскелеті, клітинних відростках.